# 荷頓區
荷頓地区自治体（英語：Regional Municipality of Halton），简称荷頓區（Halton Region）是加拿大安大略省一個地方行政區。荷頓位於南安省大多倫多地區的西南部，西接咸美頓市，東至皮爾區，北鄰威靈頓縣，南臨安大略湖，是大多倫多地區之中唯一一個不與多倫多市接壤的行政區。荷頓區轄下有四個城鎮，分別為布靈頓市、奧克維爾鎮、苗頓鎮及荷頓山鎮。荷頓區的正式行政中心設於苗頓，但其總部大樓則設於奧克維爾。荷頓區的面積有964.01平方公里，2021年人口有596,637人。
奧克維爾和布靈頓在荷頓區南面形成一個大市區，而北面的苗頓和荷頓山則仍大致保留其鄉郊特色。荷頓區連同隔鄰增長迅速的皮爾區令多倫多和咸美頓之間的都市帶在衛星圖像上清晰可見。
荷頓區於2001年至2006年之間的人口增長率達17.1%，是全國增長速度最快的人口普查區之一。即使人口發展迅速，荷頓區沿著尼亞加拉斷崖一帶農地和受保護地區的用途還未被變更。

## 歷史
荷頓區前身為荷頓縣，於1816年與溫特沃斯縣一起成立，屬上加拿大歌雅區的一部分。荷頓縣和溫特沃斯縣於1849年合併成溫特沃斯暨荷頓聯合縣，但其後於1854年分拆回原狀。
安省政府於1960年代改革其地方行政架構，並針對省内都市發展漸具規模的地區而增設地區自治體（regional municipality）此行政區劃，以便這些地區應付交通、警力、食水供應、污水處理、土地用途規劃等牽涉多個城鎮的範疇。省議會遂於1973年通過《荷頓區法案》（Regional Municipality of Halton Act, 1973），而荷頓縣則於1974年1月1日改組成地區自治體，改稱荷頓區，並維持至今。

## 人口分類統計
下列數據來自2001年加拿大人口普查。
種族人口分佈
- 90.8% 白人
- 2.6% 亞洲人
- 1.2% 黑人
- 1.2% 華人
- 0.6% 菲律賓人

宗教
- 41.8% 新教
- 34.5% 天主教徒
- 3.5% 基督教徒
- 1.2% 回教徒/伊斯蘭教徒
- 0.7% 印度教
- 18.3% 無宗教/其他

## 交通

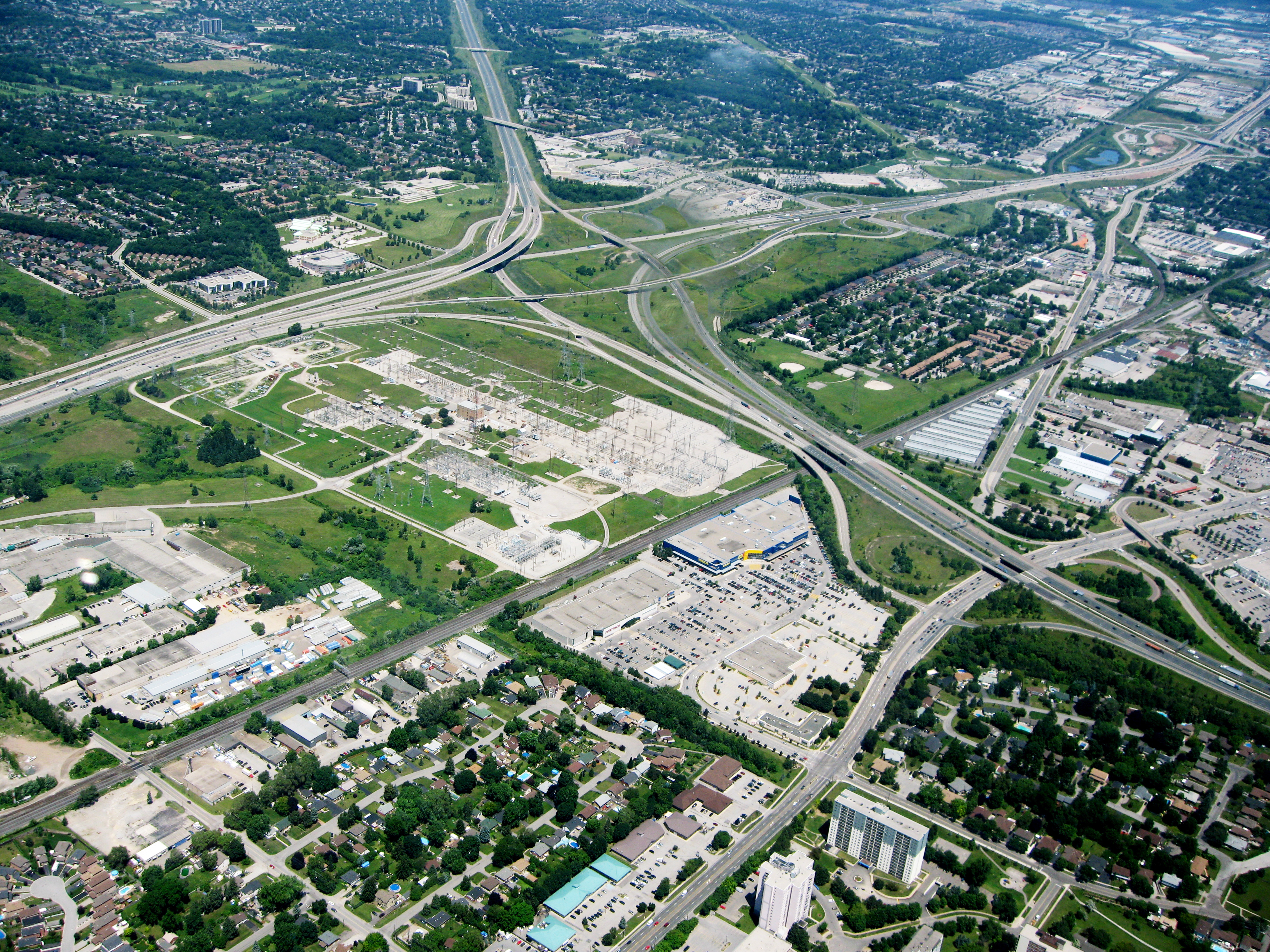
QEW、403號和407號公路在伯靈頓的交匯處

荷頓區内有四條達至400系列高速公路規格的幹道，分別為伊利沙伯皇后道（QEW）、401號公路、403號公路和407號收費公路，當中QEW在區内大部分路段與403號公路共構。此外，荷頓區政府亦負責管理和維修轄下一系列區道。
由維亞鐵路和美鐵聯營，連接多倫多和紐約市的楓葉號列車在布靈頓的奧打索火車站和奧克維爾火車站停靠。GO運輸公司的湖濱西線、苗頓線和基秦拿線通勤鐵路服務皆貫穿荷頓區，而該機構亦有數條通勤巴士線在區内營運。布靈頓市、奧克維爾鎮和苗頓鎮則各自營運其轄下的巴士系統。

## 教育
荷頓區內的公立中小學以主要授課語言和宗教背景分為四個類別，並由數間不同機構營運：
- 荷頓區教育局（Halton District School Board）：負責營運區內的英語公立中小學
- 荷頓區天主教教育局（Halton Catholic District School Board）：負責營運區內的英語天主教公立中小學
- 維亞蒙德教育局（Conseil scolaire Viamonde）：負責營運區內的法語公立中小學
- 中南部天主教教育局（Conseil scolaire de district catholique Centre-Sud）：負責營運區內的法語天主教公立中小學

專上教育方面，舍里丹學院（Sheridan College）的其中一所校園設於奧克維爾鎮內。此外，主校園設於咸美頓的麥克馬斯特大學則於2010年在伯靈頓開設商科教學中心，在此提供工商管理碩士和其他行政管理課程。

## 外部連結
- 荷頓區 （页面存档备份，存于）
- 荷頓區家長與孩子指南 （页面存档备份，存于）
- 加拿大統計局數據[]